# 1451 км
1451 км (баш. 1451 км) — упразднённое в 2005 году поселение (железнодорожная будка) в Слакбашевском сельсовете Белебеевского района Республики Башкортостан.
Остановочный пункт 1451 км (платформа).

## Географическое положение
Расстояние до:
- районного центра (Белебей): 27 км,
- центра сельсовета (Слакбаш): 2 км,
- ближайшей ж/д станции (Глуховская): 4 км.

## История
Поселение появилось при строительстве железной дороги. В селении жили семьи тех, кто обслуживал инфраструктуру разъезда.
Закон Республики Башкортостан «О внесении изменений в административно-территориальное устройство Республики Башкортостан в связи с образованием, объединением, упразднением и изменением статуса населенных пунктов, переносом административных центров» от 20 июля 2005 года N 211-з гласил:

ст.1
4. Упразднить следующие населенные пункты:
8) в Белебеевском районе:

к) поселение железнодорожная будка 1451 км Слакбашевского сельсовета

## Население
На 1 января 1969 года проживали 26 человек; преимущественно чуваши.